# Astrocaryum huaimi
Astrocaryum huaimi är en enhjärtbladig växtart som beskrevs av Carl Friedrich Philipp von Martius. Astrocaryum huaimi ingår i släktet Astrocaryum och familjen Arecaceae. Inga underarter finns listade i Catalogue of Life.